# Baltoro Muztagh
Baltoro Muztagh en en bjergkæde på grænsen mellem Pakistan og Kina. Den er en del af Karakoram-kæden, og ligger nord og øst for Baltoro-bræen.
Baltoro Muztagh er en af verdens mest spektakulære bjergkæder, og har fire bjerge der er over 8.000-meter indenfor sit område: K2, Gasherbrum I, Broad Peak og Gasherbrum II. Der ud over ligger en hel række dramatiske og slående bjergformationer i denne bjergkæde, så som Muztagh Tower, Uli Biaho og Trango Towers.